# Calintaán
Calintaán es un municipio filipino de cuarta categoría perteneciente a la provincia isleña de Mindoro Occidental en Tagalas Sudoccidentales. Con una extensión superficial de 382,50 km², tiene una población de 23.503 personas que habitan en 5.726 hogares.
Su alcalde es Lily R. Estoya. Para las elecciones a la Cámara de Representantes está encuadrado en Único Distrito Electoral de esta provincia.

## Geografía
El municipio de Calintaán se encuentra situado en  la parte suroccidental de la isla de Mindoro.
Su término linda al norte  con el municipio de Sablayán; al sur con los de Limlim (Rizal) y de San José de Labangán; al este con la provincia de Mindoro Oriental, municipio de Mansalay; y al oeste con el estrecho de Mindoro, donde se encuentra la ensenada de Irirum.

## Barrios
El municipio  de Calintaán se divide, a los efectos administrativos, en 7 barangayes o barrios, conforme a la siguiente relación:
| - Concepción | - Irirum (Iriron) | - Malpalón | - Nueva Dagupán | - Población | - Poypoy | - Tanyag |

## Historia
El 13 de junio de 1950, la provincia de Mindoro se divide en dos porciones: Oriental y  Occidental.
La   provincia Occidental comprendía los siguientes ocho municipios: Abra de Ilog, Looc, Lubang, Mamburao, Paluán, Sablayán, San Jose y Santa Cruz.

## Patrimonio
Iglesia parroquial  católica bajo la advocación de San Miguel.
Forma parte del Vicariato de San Sebastián de  la Vicaría Apostólica de San José en Mindoro sufragánea  de la Arquidiócesis de Lipá.